# Philippe Dana
 (octobre 2024).
Si vous disposez d'ouvrages ou d'articles de référence ou si vous connaissez des sites web de qualité traitant du thème abordé ici, merci de compléter l'article en donnant les références utiles à sa vérifiabilité et en les liant à la section « Notes et références ».
Pour les articles homonymes, voir Dana.
Philippe Dana, né le 5 septembre 1959, est un journaliste français, animateur et producteur de télévision et animateur de radio.

## Biographie
Parallèlement à ses études de chimie, Philippe Dana commence par animer des émissions sur la radio pirate Radio Ivre à partir de 1979. En 1981, il est pris à l'essai sur France Inter mais il n'est pas concluant. Il s'installe finalement sur Europe 1 en 1988 avec Sixties, et sur France Inter de 1989 à 1996 avec successivement 17 Express, Voix off, Tequila, avec Pierre Lescure et enfin Le direct du samedi.
Dès son lancement, Philippe Dana rejoint la rédaction de la nouvelle chaîne de télévision Canal+. Il présente les bulletins météo entre 7 h et 13 h, faute de mieux.
Pendant la saison 1985-1986, il présente la météo dans l'émission Direct de Philippe Gildas ainsi qu'une rubrique sur l'actualité de la bande dessinée.
À partir de 1986, il est le présentateur de l'émission de dessins animés Ça cartoon sur cette même chaîne, d'abord avec Valerie Payet ainsi que Bugs Bunny, Daffy Duck, Titi et Grosminet, Bip Bip et Coyote et les autres Looney Tunes, puis il est aidé de Ludivine Laveine ainsi que d'un âne (Georges) et un busard (Alfred) en dessin animé. Ça Cartoon a été récompensée par quatre  7 d'or  de la meilleure émission pour la jeunesse, en 1989, 1993, 1995 et 2003.
De 1990 à 1992, il est la voix off de Les Nuls L'émission, avant d'assurer la voix off de certains sketchs de Kad et Olivier, dont le célèbre Kamoulox.
À partir de 1992, il est la voix off des cérémonies de clôture du festival de Cannes et des César du cinéma diffusées sur Canal+. Il produit et présente également un magazine « Bazar » sur la chaîne « Ciné Cinémas » de 1993 à 2001. 
Produit par Air productions, il y anime durant la saison 2001/2002, L'avis de tous un magazine qui donne la parole aux spectateurs des salles de cinéma.
De 1998 à 2001, il est l'adjoint d'Alain de Greef à la direction des programmes de Canal+. En 1998, il est l'un des intervenants (malgré lui) du documentaire réalisé par Pierre Carles Pas vu pas pris, critique de la censure à la télévision.
Philippe Dana a aussi présenté sur i>Télé, la chaîne d'information en continu du groupe Canal+, I>Cinéma, un magazine consacré au septième art. Il a aussi assuré la présentation de nombreuses tranches d'information sur la chaîne, entre 2002 et 2009, et en a été le chef du service Culture.
De 2003 à 2009, il siège au sein du conseil de surveillance du groupe Canal+ en tant que représentant des salariés.
En février 2009, il quitte le groupe Canal+ afin de créer une société de production.
En novembre 2009, il effectue une formation aux Gobelins, l'école de l'image.
En septembre 2010, Philippe Dana rejoint Radio France pour animer le Midi2, sur Le Mouv', tous les jours, entre 12 h et 14 h puis entre 12 h et 13 h 30. À partir de mars 2013, l'émission est renommée 12/13, et est diffusée comme son nom l'indique entre 12 h et 13 h.
Le 8 octobre 2014, Philippe Dana publie aux éditions Don Quichotte un récit, écrit avec Léon Mercadet, Les invités de la fête, 30 ans d'histoires à Canal+, racontées de l’intérieur.
Le 22 septembre 2016, Philippe Dana publie Ginette Kolinka, une famille française dans l'histoire, éditions Kéro.
En 2019 il est co-auteur avec Pierre Vasarely d'une saga dans le siècle , Calmann Levy 2019, biographie de Victor Vasarely.
En 2020, il publie Au pays des Toons, éditions Kéro. 

## Référence
1. 1 2 3  « Philippe Dana : Il quitte le groupe Canal+ », sur Premiere.fr, 16 septembre 2015 (consulté le 14 octobre 2024)